# Stadsregiorail
Stadsregiorail (zuvor StadsRegioRail KAN) war ein lokales Verkehrsinfrastrukturprojekt im Bereich des öffentlichen Personennahverkehrs in der ehemaligen Stadsregio Arnhem-Nijmegen in der niederländischen Provinz Gelderland. Ziel des Projektes war, die Anbindung im öffentlichen Nahverkehr zu verbessern, indem die Anzahl und Frequenz der Bahnlinien erhöht und neue Bahnhöfe gebaut werden. Dabei arbeitete die Plusregio mit der Provinz Gelderland, den Gemeinden, ProRail, NS und dem Ministerie van Infrastructuur en Waterstaat zusammen. Mit der Auflösung der Plusregio zum 1. Januar 2015 wurde auch das Stadsregiorail-Programm beendet.

## Bauvorhaben

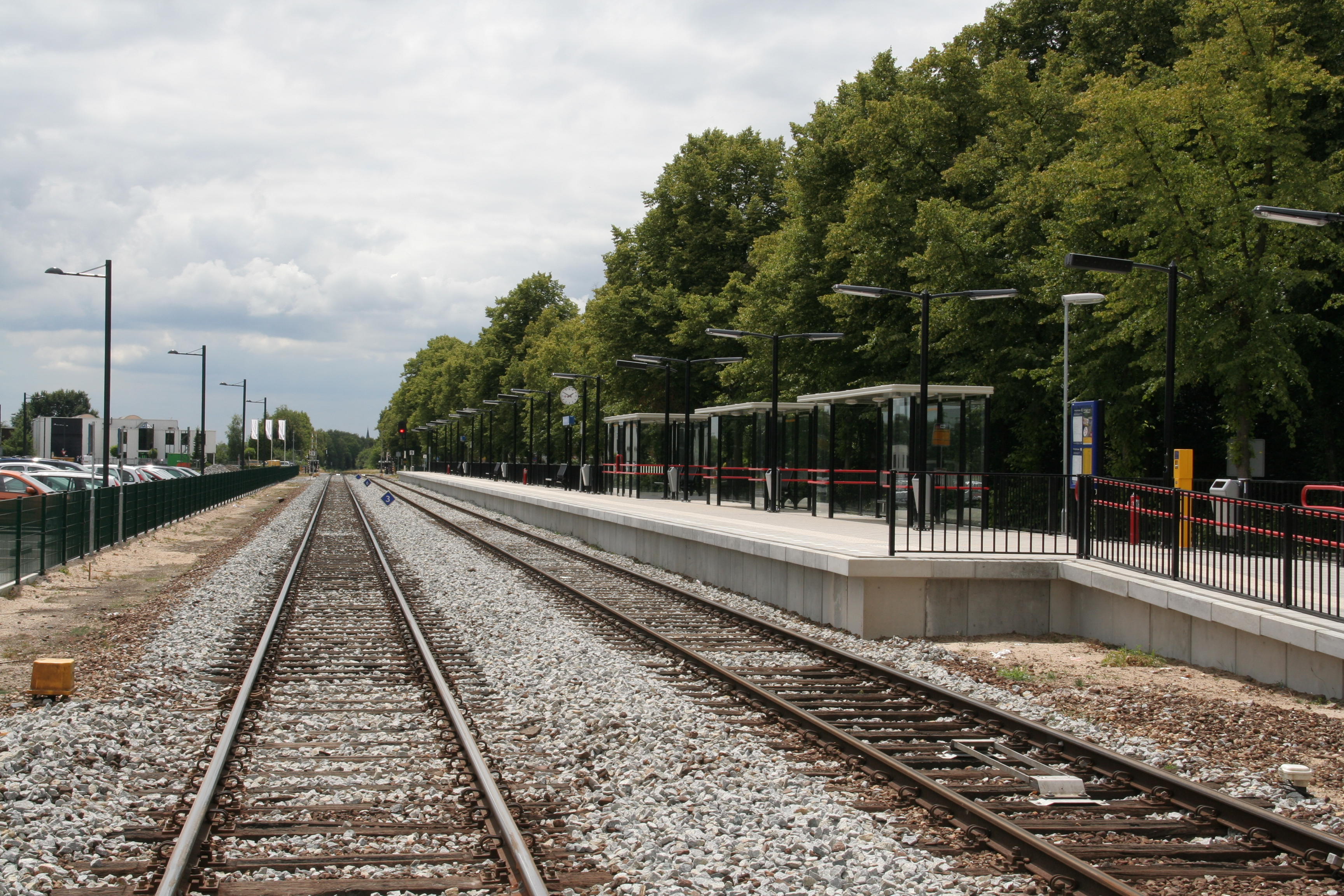
Bahnhof Mook-Molenhoek (2009)

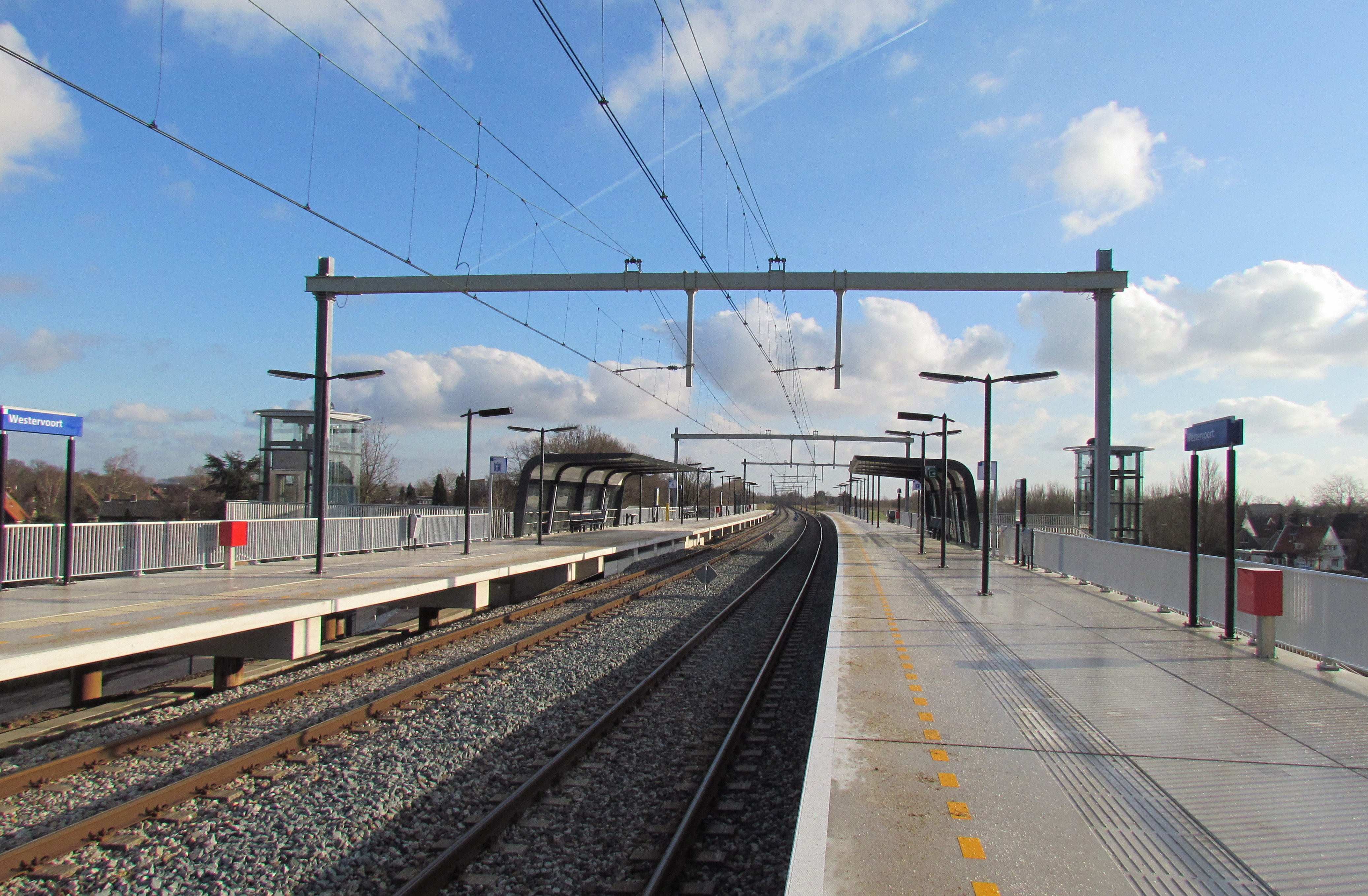
Bahnhof Westervoort (2012)

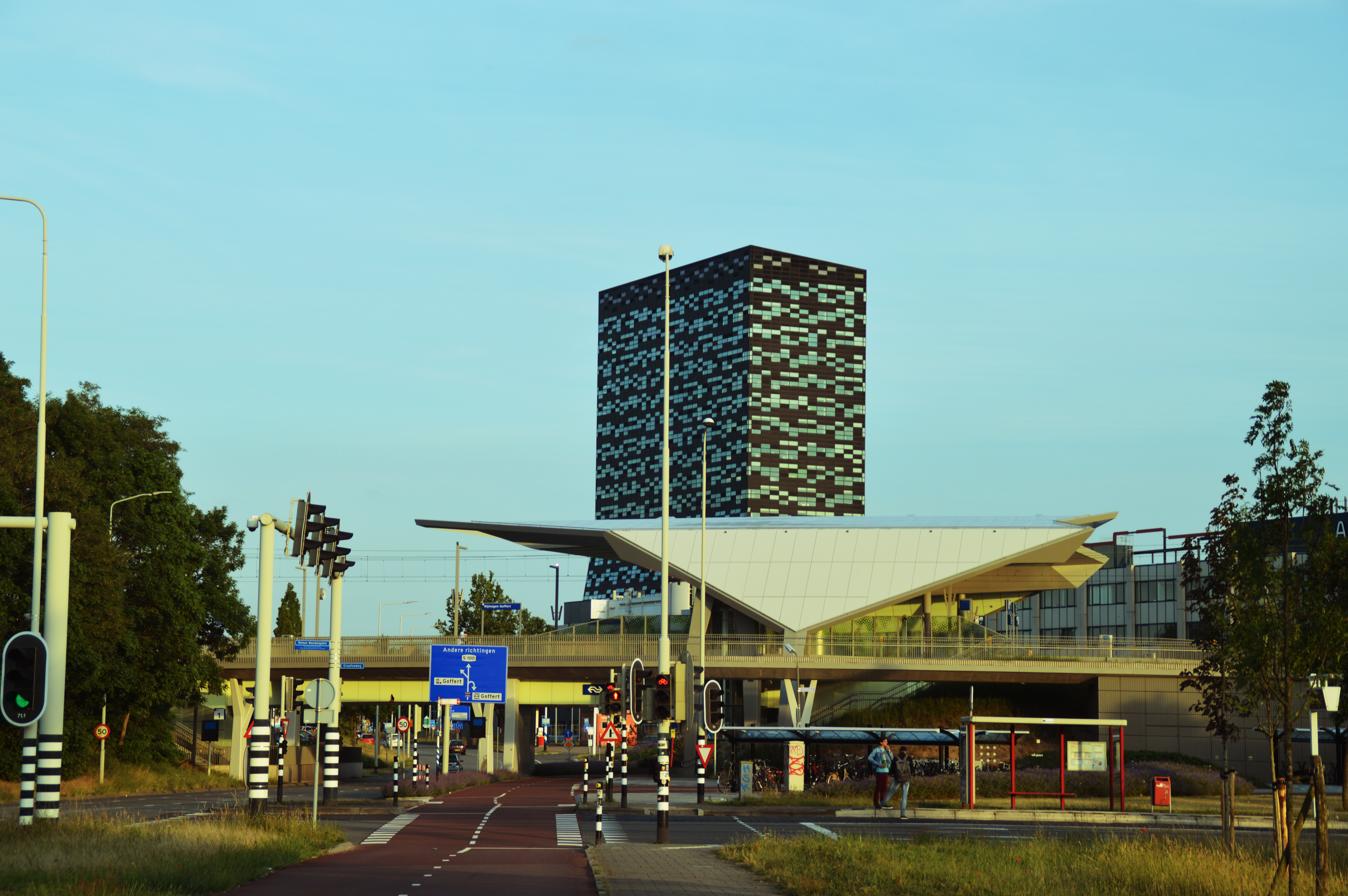
Bahnhof Nijmegen Goffert (2017)

Folgende Projekte wurden im Rahmen des Stadsregiorail-Programms realisiert:
- Neubau des Bahnhofs Mook-Molenhoek in der Gemeinde Mook en Middelaar (Fertigstellung: 2009)[3]
- Neubau des Bahnhofs Westervoort in der Gemeinde Westervoort (Fertigstellung: 2011)[3]
- Neubau des Bahnhofs Nijmegen Goffert in der Gemeinde Nijmegen (Fertigstellung: 2014)[3]
- Errichtung einer Wendeanlage am Bahnhof Elst in der Gemeinde Overbetuwe (Fertigstellung: 2015)[4]
- Errichtung einer Wendeanlage am Bahnhof Wijchen in der Gemeinde Wijchen (Fertigstellung: 2015)[4]

Folgende Projekte bestehen weiterhin und werden von der Gemeinde Zevenaar verwaltet:
- Ausbau des Streckenabschnitts Zevenaar–Didam der Bahnstrecke Winterswijk–Zevenaar zur zweigleisigen Strecke (Fertigstellung: 2020)[5][6]
- Neubau des Bahnhofs Zevenaar Poort in der Gemeinde Zevenaar (geplante Fertigstellung: 2020[veraltet])[7]